# Max Beyer
Max Beyer (* 22. Oktober 1894 in Hamburg; † 14. November 1982 ebenda) war ein deutscher Amateurastronom und Berufsschullehrer, der über 40 Jahre lang zu den weltweit führenden visuellen Kometenbeobachtern zählte.

## Leistungen
Das vorwiegende Interesse Beyers galt der Beobachtung von Kometen. Durch seine beharrliche Beobachtungstätigkeit und seine sorgfältigen Helligkeitsschätzungen gelang ihm Anfang der fünfziger Jahre erstmals der Nachweis eines Zusammenhangs zwischen den Schwankungen der Sonnenaktivität und der jeweiligen Helligkeit von Kometen.
Als Arbeitsmittel entwickelte Beyer eine leicht anwendbare und in Fachkreisen bis heute bekannte Methode zur Helligkeitsschätzung bei der visuellen Beobachtung am Fernrohr. Diese als extrafocal extinction method bezeichnete Technik wird heute jedoch aufgrund nachgewiesener Ungenauigkeiten nicht mehr angewendet.
Bei seinen Beobachtungen entdeckte Beyer im Jahre 1930 den nach ihm benannten Kometen C/1930 E1.

### Sternatlas Beyer-Graff
Aus der Zusammenarbeit mit dem Wiener Berufsastronomen Kasimir Graff entstand Mitte der zwanziger Jahre der Beyer-Graff-Sternatlas, der erstmals in Deutschland Sterne bis zur 9. Größenklasse verzeichnete. Das Werk erlebte bis 1950 drei Auflagen und fand sogar unter Beobachtern in den USA einige Beachtung. Ein über diese Grenzhelligkeit hinaus reichender Himmelsatlas entstand erst 1962 mit dem fotografischen Falkauer Atlas.

## Leben
Beyers Interesse am Sternenhimmel wurde früh durch seine Mutter geweckt, die ihren Kindern „viel von Sonne, Mond und Sternen“ erzählte (so eine autobiographische Notiz). Als Gymnasiast besaß Beyer ein selbstgebautes Brillenglasfernrohr.
Nach dem Ersten Weltkrieg, in dessen Verlauf Beyer verwundet wurde, studierte er von 1919 bis 1923 Mathematik, Physik und Astronomie in Hamburg und erlangte das Staatsexamen für Gymnasien im Jahre 1927. Schon während des Studiums war er als Sonderschullehrer tätig gewesen.
Regelmäßige Himmelsbeobachtungen waren Beyer möglich, weil er die Vermieter seiner Wohnungen offenbar regelmäßig dazu bewegen konnte, der Einrichtung selbstgebauter Dachsternwarten zuzustimmen.
Im Zweiten Weltkrieg war Beyer u. a. in einem Marine-Observatorium mit der Gezeiten-Rechnung beschäftigt. Im Jahr 1939 wurde er zum Mitglied der Gelehrtenakademie Leopoldina gewählt. Bei Kriegsende wurde er im Rang eines Korvettenkapitäns entlassen.
Seit 1946 war Beyer dann als Berufsschullehrer tätig und wurde später Leiter der Höheren Handelsschule in Bergedorf. Der Bezug einer Wohnung auf dem Gelände der Hamburger Sternwarte im Stadtteil Bergedorf eröffnete ihm enge Kontakte zum professionellen astronomischen Wissenschaftsbetrieb. So hatte er Zugang zu Instrumenten der Sternwarte, die er für seine Beobachtungen nutzen konnte.
Beyer erhielt verschiedene Auszeichnungen, von denen die 1951 verliehene Ehrendoktorwürde der Universität Hamburg hervorzuheben ist.
Soweit es seine Gesundheit zuließ, setzte Beyer seine Beobachtungen bis ins hohe Alter fort. In einem Nachruf heißt es: „Daß er trotz bescheidener Hilfsmittel erstaunlich wertvolle Beobachtungen machen konnte, lag nicht nur an seinem immensen Fleiß, sondern auch an einem sicheren Gespür dafür, was an wissenschaftlich interessanten Problemen für ihn gerade noch technisch erreichbar war.“
Das amerikanische Fachmagazin Sky & Telescope führte ihn im Jahre 1988 unter den bedeutendsten Amateurastronomen auf, die über die Jahrhunderte gewirkt haben. Nach ihm wurde zu Ehren seines Schaffens der Asteroid (1611) Beyer benannt. Bereits 1930 hatte er einen Kometen entdeckt, der dann ebenfalls seinen Namen erhielt.

## Sonstiges
Die von 2003 bis 2006 in Hamburg-Bergedorf existierende Sternwarte der Gesellschaft für volkstümliche Astronomie, einem Hamburger Astroverein, trug den Namen Max-Beyer-Sternwarte.
Soweit erhalten, wird Beyers Nachlass von den Hamburger Amateurastronomen Hartwig Lüthen und Christian Harder gesammelt und aufbewahrt.

## Schriften
- Physische Beobachtungen von Kometen. Astronomische Nachrichten 250 (1933), S. 233. (online)
- Photometrische Kometenbeobachtungen. Die Sterne 14 (1934), S. 47–51.
- Der Einfluß der Sonne auf die Helligkeit der Kometen. Naturwissenschaften 39 (1952), S. 13–17.
- Nachweis und Ergebnisse von Kometen-Beobachtungen aus den Jahren 1921-1968. Astronomische Nachrichten 291 (1969), S. 257–264. (online)
- Zusammen mit K. Graff: Stern-Atlas, enthaltend alle Sterne bis zur 9ten Größe sowie die helleren Sternhaufen und Nebel zwischen dem Nordpol und 23 Grad südlicher Deklination für 1855.0. 3. Aufl., Dümmler, Bonn 1950.